# Герб Красного (смт)
Герб Красного — символ селища Красне Львівської області. Затверджений 22 серпня 2001 року рішенням сесії селищної ради. 
Автори проекту — Андрій Гречило та Уляна Гречило.

## Опис
У синьому полі золотий перекинутий вилоподібний хрест, у центрі якого червона троянда із золотим осердям і зеленими листочками.

## Зміст
Троянда вказує на назву поселення, яка походить від слова «красний», тобто «гарний». Вилоподібний хрест символізує три гілки залізниці, які сходяться у Красному й уособлює одну з основних галузей, у якій працюють місцеві мешканці.